# Крохмаль Володимир Антонович
Володи́мир Анто́нович Кро́хмаль (1987—2014) — молодший сержант Збройних сил України, учасник російсько-української війни.

## Життєпис
Народився 1987 року в селі П'ятидні. Закінчив 9 класів п'ятиднівської школи. Вступив до Володимир-Волинського ВПУ й здобув професію тракториста.
У квітні 2014 року мобілізований. Командир танку 51-ї механізованої бригади.
17 червня 2014 року на околиці Станиці Луганської танк Т-64Б 51-ї бригади потрапив у оточення терористів. Снайпери противника порозбивали приціли й перископи, і машина опинилася в безпорадному стані, стріляти можна було тільки навмання. Перед тим, як розбили прилади командира танка, він встиг помітити гранатометників, що ховались неподалік. Екіпаж встиг зробити постріли в бік ворога, але не влучив. Щоб не віддати бойову машину в руки сепаратистам та не здаватися в полон, екіпаж вирішив підірвати танк. Разом із Володимиром Крохмалем загинув механік танка Ващеня Іван Петрович.
Вдома у Володимира залишилися батько, мама Стефанія Іванівна, син Володимир 2010 р.н., троє дітей від попереднього шлюбу дружини Алли Володимирівни — Денис, Аліса і ще один братик, племінниця Яна Крохмаль.
.
Похований Володимир Крохмаль у рідному селі П'ятидні.

## Вшанування пам'яті
- 26 липня 2014 року — за особисту мужність і героїзм, виявлені у захисті державного суверенітету та територіальної цілісності України, вірність військовій присязі під час російсько-української війни, відзначений — нагороджений орденом «За мужність» III ступеня (посмертно).
- 1 вересня 2014-го на фасаді П'ятиднівської ЗОШ за участю керівництва району урочисто відкрито меморіальні дошки на честь Володимира Крохмаля та ще одного колишнього випускника П'ятиднівської школи — Олексія Мельничука, який загинув під час війни в Афганістані.[7]
- На фасаді Володимир-Волинського ВПУ встановили меморіальну дошку пам'яті тим, хто віддав життя за незалежність України — серед них і Володимир Крохмаль.